# بورگو ماجیوره
بورگو ماجیوره (به ایتالیایی: Borgo Maggiore) شهری در کشور سن مارینو است که ۹٬۰۱ کیلومتر مربع مساحت دارد و جمعیت آن در سال ۱۹۹۵ میلادی ۵٫۳۵۸ نفر و در سال ۲۰۰۸ میلادی ۶٫۰۶۱ نفر بوده‌است.